# The Midnight Sky: Music from the Netflix Film
Die Musik für The Midnight Sky, ein  Science-Fiction-Film von George Clooney, komponierte Alexandre Desplat. Das Soundtrack-Album wurde am 23. Dezember 2020 veröffentlicht.

## Entstehung

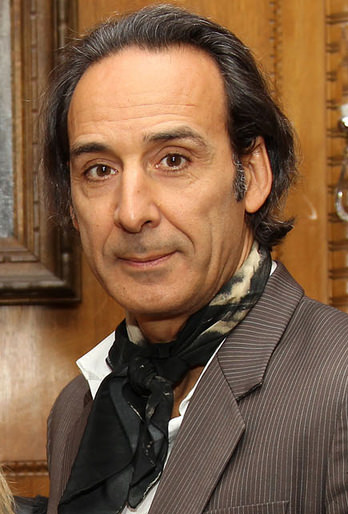
Alexandre Desplat dirigierte das Orchester in London für die Aufnahme von Paris aus

Die Musik für den Science-Fiction-Film The Midnight Sky von George Clooney, den der Streamingdienst Netflix am 23. Dezember 2020 weltweit in sein Programm aufnahm, wurde von dem zweifachen Oscar-Gewinner Alexandre Desplat komponiert. Es handelt sich dabei nach The Ides of March und The Monuments Men um die dritte Zusammenarbeit des Komponisten mit Clooney als Regisseur.
Da Desplat aufgrund der Coronavirus-Pandemie nicht nach England reisen konnte, wo in den Abbey Road Studios die Aufnahme stattfand, dirigierte er das (15-köpfige) Orchester via Zoom von Paris aus. Jeder Teil des Orchesters, die Streicher, die Blechbläser und die Holzblasinstrumente, mussten während der Aufnahme separat spielen, um das Pandemieprotokoll einzuhalten.
Der Film spielt im Jahr 2049 und erzählt von dem Astronom Augustine Lofthouse, der in einer Wetterstation in der Arktis lebt. Nachdem kurz zuvor eine nicht näher erklärte Katastrophe die Menschen zwang, sich in unterirdische Bunker zurückzuziehen und auch seine Kollegen die Station verlassen haben, ist Augustine als einziger zurückgeblieben. Es scheint, als sei er der einzige Überlebende, bis er ein kleines Mädchen entdeckt, die sich bei der Evakuierung des Außenpostens versteckt hat. Weitere Überlebende befinden sich im Weltraum. Die fünfköpfige Besatzung des Raumschiffs Aether befindet sich auf dem Rückweg von einer Jupiter-Mission, wo sie den Mond K23 auf seine Bewohnbarkeit hin untersucht haben. Augustine versucht die Missionsteilnehmer zu kontaktieren, um sie vor der Situation auf der Erde zu warnen, doch die ihm zur Verfügung stehende Antenne ist zu schwach, um das Schiff zu erreichen, weshalb er sich gemeinsam mit dem Mädchen durch die Arktis auf den Weg zu einem anderen Observatorium macht.

## Veröffentlichung
Das Soundtrack-Album mit insgesamt 26 Musikstücken wurde am 23. Dezember 2020 von ABKCO Records veröffentlicht. Nicht auf diesem enthalten ist No Surprises von Radiohead, mit dem ein Anfang Dezember 2020 vorgestellter Trailer zum Film unterlegt war.

## Titelliste
1. The Midnight Sky (3:31)
2. Aether Spaceship (3:33)
3. Mission (4:24)
4. Sullivan’s Nightmare (2:09)
5. Iris In The Stars (4:32)
6. Augustine’s Redemption (2:54)
7. Evacuation (2:48)
8. Wolves Attack (2:06)
9. Families & Friends (2:32)
10. In The Milky Way (2:55)
11. A Child (1:57)
12. Peas Battle (3:22)
13. First Alert (3:54)
14. Dead Birds (1:10)
15. Crashed Plane (5:22)
16. The Ice Breaks (3:09)
17. Visual On Earth (3:00)
18. Survivors (3:11)
19. Is There Hope? (7:43)
20. Changing Route (3:55)
21. Asteroids Rain (2:08)
22. Blood Drops (5:33)
23. Mourning (4:00)
24. There Is Nowhere (2:13)
25. A Ride Home (1:44)
26. A New Life Ahead (3:03)

## Kritiken
Kathrin Häger vom Filmdienst schreibt, The Midnight Sky zehre nicht zuletzt dank der Filmmusik von Alexandre Desplat von der Emotionalisierung dessen, was Menschen im tiefsten Inneren ausmacht und antreibt, von den Motiven der Raumfahrer bis hin zu den melancholischen Erinnerungen.

## Auszeichnungen
Critics’ Choice Movie Awards 2021
- Nominierung für die Beste Filmmusik (Alexandre Desplat)

Florida Film Critics Circle Awards 2020
- Nominierung für die Beste Filmmusik (Alexandre Desplat)[10]

Golden Globe Awards 2021
- Nominierung für die Beste Filmmusik (Alexandre Desplat)[11]

Hollywood Music in Media Awards 2021
- Nominierung für die Beste Filmmusik – Spielfilm (Alexandre Desplat)[12]

Houston Film Critics Society Awards 2021
- Nominierung für die Beste Musik[13]

Satellite Awards 2020
- Nominierung für die Beste Filmmusik (Alexandre Desplat)[14]